# Katastrofa An-12 w Sudanie Południowym
Katastrofa An-12 w Sudanie Południowym – wypadek samolotu transportowego An-12, który miał miejsce w okolicach Nilu Białego, chwilę po starcie maszyny z Portu Lotniczego Dżuba. Oficjalnie mówi się o 41 osobach, które poniosły śmierć w wyniku tego wypadku, a także 2, które przeżyły.